# Carmenta bassiformis
Carmenta bassiformis (tên tiếng Anh: Eupatorium Borer Moth) là một loài bướm đêm thuộc họ Sesiidae. Nó được miêu tả bởi Walker năm 1856, và is found từ Massachusetts to Florida, phía tây đến Wisconsin, Kansas và Texas.
Sải cánh dài 18–26 mm. Con trưởng thành bay từ cuối tháng 5 đến tháng 9.
Ấu trùng ăn rễ của ironweed và joe-pye-weed.